# Постійні представники України в Організації Об'єднаних Націй
Україна є однією з держав — співзасновниць ООН у 1945 році. Делегація УРСР взяла активну участь у конференції у Сан-Франциско, зробивши вагомий внесок у розробку Статуту ООН. Глава делегації УРСР на конференції у Сан-Франциско, міністр закордонних справ Української РСР Дмитро Мануїльський головував у Першому комітеті, де були розроблені Преамбула та Глава 1 «Цілі та принципи» Статуту. УРСР в числі перших підписала Статут i ввійшла в групу з 51 держави-засновниці ООН.

## Постійне представництво України при ООН
Представництва України: Постійне представництво України при ООН: Адреса: 20 East 51st Street, New York, NY 10022.

Режим роботи: 09:00 — 18:00 крім суботи та неділі.

Вебсайт: www.un.int/ukraine.

Постійне представництво України при відділенні ООН та інших міжнародних організаціях у Женеві: Адреса: 14, Rue de l'Orangerie, 1202, Geneve.

Режим роботи: 08:30 — 18:00, крім суботи та неділі.

## Представники України в ООН
| N  | Країна         | Англійською          | Представник                        | Фото | Період                                                               |
| -- | -------------- | -------------------- | ---------------------------------- | ---- | -------------------------------------------------------------------- |
| 1  | УРСР           | Dmitry Manuilsky     | Мануїльський Дмитро Захарович      |      | (1945—1952) Міністр закордонних справ Керівник української делегації |
| 2  | УРСР           | Anatoliy Baranovsky  | Барановський Анатолій Максимович   |      | (1952—1954) Міністр закордонних справ Керівник української делегації |
| 3  | УРСР           | Luka Palamarchuk     | Паламарчук Лука Хомич              |      | (1954—1958) Міністр закордонних справ Керівник української делегації |
| 4  | УРСР           | Petro Udovychenko    | Удовиченко Петро Платонович        |      | (1958—1961) Постійний представник                                    |
| 5  | УРСР           | Luka Kyzya           | Кизя Лука Єгорович                 |      | (1961—1964) Постійний представник                                    |
| 6  | УРСР           | Sergiy Shevchenko    | Шевченко Сергій Тимофійович        |      | (1964—1968) Постійний представник                                    |
| 7  | УРСР           | Mykhailo Polyanychko | Поляничко Михайло Деонисович       |      | (1968—1973) Постійний представник                                    |
| 8  | УРСР           | Volodymyr Martynenko | Мартиненко Володимир Никифорович   |      | (1973—1979) Постійний представник                                    |
| 9  | УРСР           | Volodymyr Kravets    | Кравець Володимир Олексійович      |      | (1979—1984) Постійний представник                                    |
| 10 | УРСР · Україна | Hennadiy Udovenko    | Удовенко Геннадій Йосипович        |      | (1984—1992) Постійний представник                                    |
| 11 | Україна        | Victor Batiuk        | Батюк Віктор Гаврилович            |      | (1992–1993) Постійний представник                                    |
| 12 | Україна        | Volodymyr Khandohiy  | Хандогій Володимир Дмитрович       |      | (1993—1994) Заступник Постійного представника                        |
| 13 | Україна        | Borys Hudyma         | Гудима Борис Миколайович           |      | (1994) Заступник Постійного представника                             |
| 14 | Україна        | Anatoliy Zlenko      | Зленко Анатолій Максимович         |      | (1994—1997) Постійний представник                                    |
| 15 | Україна        | Volodymyr Yelchenko  | Єльченко Володимир Юрійович        |      | (1997—2001) Постійний представник                                    |
| 16 | Україна        | Valeriy Kuchinsky    | Кучинський Валерій Павлович        |      | (2001—2006) Постійний представник                                    |
| 17 | Україна        | Viktor Kryzhanivsky  | Крижанівський Віктор Володимирович |      | (2006—2007) Заступник Постійного представника                        |
| 18 | Україна        | Yuriy Sergeyev       | Сергеєв Юрій Анатолійович          |      | (2007—2015) Постійний представник                                    |
| 19 | Україна        | Volodymyr Yelchenko  | Єльченко Володимир Юрійович        |      | (2015—2019) Постійний представник                                    |
| 20 | Україна        | Sergiy Kyslytsya     | Кислиця Сергій Олегович            |      | (19 грудня 2019 — 21 грудня 2024) Постійний представник              |
| 21 | Україна        | Andriy Melnyk        | Мельник Андрій Ярославович         |      | (з 7 квітня 2025 — ) Постійний представник                           |

## Представники України в Раді Безпеки ООН
| N | Країна  | Англійською         | Представник                   | Фото | Період                  |
| - | ------- | ------------------- | ----------------------------- | ---- | ----------------------- |
| 1 | УРСР    | Vasyl Tarasenko     | Тарасенко Василь Якимович     |      | (1948—1949) Представник |
| 2 | УРСР    | Volodymyr Kravets   | Кравець Володимир Олексійович |      | (1984) Представник      |
| 3 | УРСР    | Hennadiy Udovenko   | Удовенко Геннадій Йосипович   |      | (1985) Представник      |
| 4 | Україна | Volodymyr Yelchenko | Єльченко Володимир Юрійович   |      | (2000—2001) Представник |
| 5 | Україна | Volodymyr Yelchenko | Єльченко Володимир Юрійович   |      | (2016-2017) Представник |

## Президент Генеральної Асамблеї ООН
| N | Країна  | Англійською       | Представник                 | Фото | Період                |
| - | ------- | ----------------- | --------------------------- | ---- | --------------------- |
| 1 | Україна | Hennadiy Udovenko | Удовенко Геннадій Йосипович |      | (1997—1998) Президент |

## Голови Ради Безпеки ООН
| N | Країна  | Англійською         | Представник                   | Фото | Період                            |
| - | ------- | ------------------- | ----------------------------- | ---- | --------------------------------- |
| 1 | УРСР    | Dmitry Manuilsky    | Мануїльський Дмитро Захарович |      | (липень 1948) Голова Ради Безпеки |
| 2 | УРСР    | Dmitry Manuilsky    | Мануїльський Дмитро Захарович |      | (липень 1949) Голова Ради Безпеки |
| 3 | Україна | Volodymyr Yelchenko | Єльченко Володимир Юрійович   |      | (лютий 2017) Голова Ради Безпеки  |

## Міжнародні організації у Відні
1. Решетняк Микола Тимофійович (1983—1988)
2. Костенко Юрій Васильович (1988—1994)
3. Макаревич Микола Петрович (1994—1999)
4. Огризко Володимир Станіславович (1999—2004)
5. Полурез Юрій Володимирович (2004—2005)
6. Єльченко Володимир Юрійович (2005—2010)
7. Прокопчук Ігор Васильович (2010—2019)
8. Цимбалюк Євген Вікторович (2019—2023)
9. Джапарова Еміне Айяровна (2024)
10. Вітренко Юрій Володимирович (2024—)

## Міжнародні організації у Женеві
1. Єгоров Юрій Євгенович (1967—1972)
2. Грищенко Іван Филимонович (1972—1978)
3. Батюк Віктор Гаврилович (1978—1984)
4. Озадовський Андрій Андрійович (1984—1992)
5. Сліпченко Олександр Сергійович (1992—1997)
6. Маймескул Микола Іванович (1997—2000)
7. Скуратовський Михайло Васильович (2000—2004)
8. Бєлашов Володимир Євгенович (2004—2005)
9. Бершеда Євген Романович (2005—2007)
10. Маймескул Микола Іванович (2007—2013)
11. Клименко Юрій Аркадійович (2013—2021)
12. Філіпенко Євгенія Іллівна (2021—2024)
13. Цимбалюк Євген Вікторович (2024—)

## Неформальні представники України в Лізі Націй
1. Шелухін Сергій Павлович, голова УТПЛН
2. Кедровський Володимир Іванович, голова УТПЛН
3. Яковлів Андрій Іванович, голова УТПЛН

## Постійний представник МО України при ООН
До складу Постійного представництва України в ООН, крім групи українських дипломатів, входить Постійний представник Міністерства оборони України при ООН, який по суті є військовим аташе України при Організації Об'єднаних Націй.
Постійний представник МО України при ООН представляє Міністерство оборони України в ООН, підтримує офіційні відносини з відповідними структурами ООН, з'ясовує всіма законними способами умови та події у воєнній, воєнно-політичній, військово-технічній, воєнно-економічній та інших сферах діяльності ООН та інформує про них Міністерство оборони України, проводить консультації з військовими представниками постійних представництв іноземних держав при ООН з питань військового співробітництва.